# 더 콜링 (밴드)
더 콜링(The Calling)은 미국의 록 밴드이다.

## 같이 보기
- 라이프하우스